# Mary Ann Shadd Cary
Mary Ann Camberton Shadd Cary, més coneguda com a Mary Ann Shadd Cary (Wilmington, 9 d'octubre de 1823 - Washington DC, 5 de juny de 1893) fou una advocada, periodista i editora, educadora, activista pels drets civils i abolicionista afroamericana. Fou la primera editora de periòdics de dones negres al Canadà; va fundar i editar The Provincial Freeman. Va establir una escola d'integració ètnica per a refugiats negres a Windsor. El 1994 fou nomenada "persona de significació historiconacional" al Canadà.